# Ladislav Kozderka
Ladislav Kozderka mladší (* 6. října 1974 Brno) je český trumpetista, bratr herečky a zpěvačky Laďky Kozderkové, syn hudebního skladatele a dirigenta Ladislava Kozderky a zpěvačky Květoslavy Navrátilové.

## Život
Studoval brněnskou konzervatoř (prof. Bedřich Dvořáček) a ve studiu pokračoval na pražské Hudební akademii múzických umění (prof. Václav Junek). V letech 1994–1995 působil jako trumpetista Pražské komorní filharmonie, v letech 1998 až 2001 a 2002 až 2009 působil jako první trumpetista Operního orchestru Národního divadla v Praze. Od listopadu 2008 je prvním trumpetistou České filharmonie. Od roku 2009 do roku 2012 vyučoval na Mezinárodní konzervatoři v Praze. Jako sólista například vystupoval na Pražském jaře 2002 (Braniborský koncert č.2 F-Dur, J.S.Bach), pod taktovkou M. Rostropoviče uvedl Koncert pro trubku a klavír D. Šostakoviče atd. Věnuje se také soudobé hudbě jako člen Ostravské bandy.

## Angažmá
- 1994–1995 trumpetista Pražské komorní filharmonie
- 1996–1998 první trumpetista Brno Brass Quinteta
- 1998–2001 první trumpetista Operního orchestru Národního divadla v Praze
- 2002 – trumpetista činoherního orchestru Národního divadla v Praze
- 2008 – první trumpetista České filharmonie
- Vystoupil sólově pod taktovkou – M. Rostropoviče, Jiřího Bělohlávka, Jánosze Fürsta a dalších.
- Spolupracoval s orchestry – Pražský komorní orchestr, Slovenská filharmonie, Pražská komorní filharmonie, Česká komorní filharmonie a další.

## Nejvýznamnější sólové a komorní koncerty
- 1995 – závěrečný koncert festivalu Pražské Jaro – Petr Eben – Vox clamantis
- 1997 – dva přímé koncerty pro rakouský rozhlas s Brno Brass Quintetem
- 1999 – Šostakovičův koncert pro klavír a trubku pod taktovkou Rostropoviče a Fürsta
- 2000 – Světová premiéra koncertu pro trubku a orchestr Marka Kopelenta na ISCM World music days 2000 v Lucembursku.
- 2001 – Sólové vystoupení na Maratónu soudobé hudby v Praze
- 2001 – Provedení skladby Petra Kotíka Dopisy Olze s E.S.M. ensemblem v rámci Pražského Jara
- 2002 – Provedení Braniborského koncertu č.2 v rámci festivalu Pražské Jaro